# Baía de Angra do Heroísmo

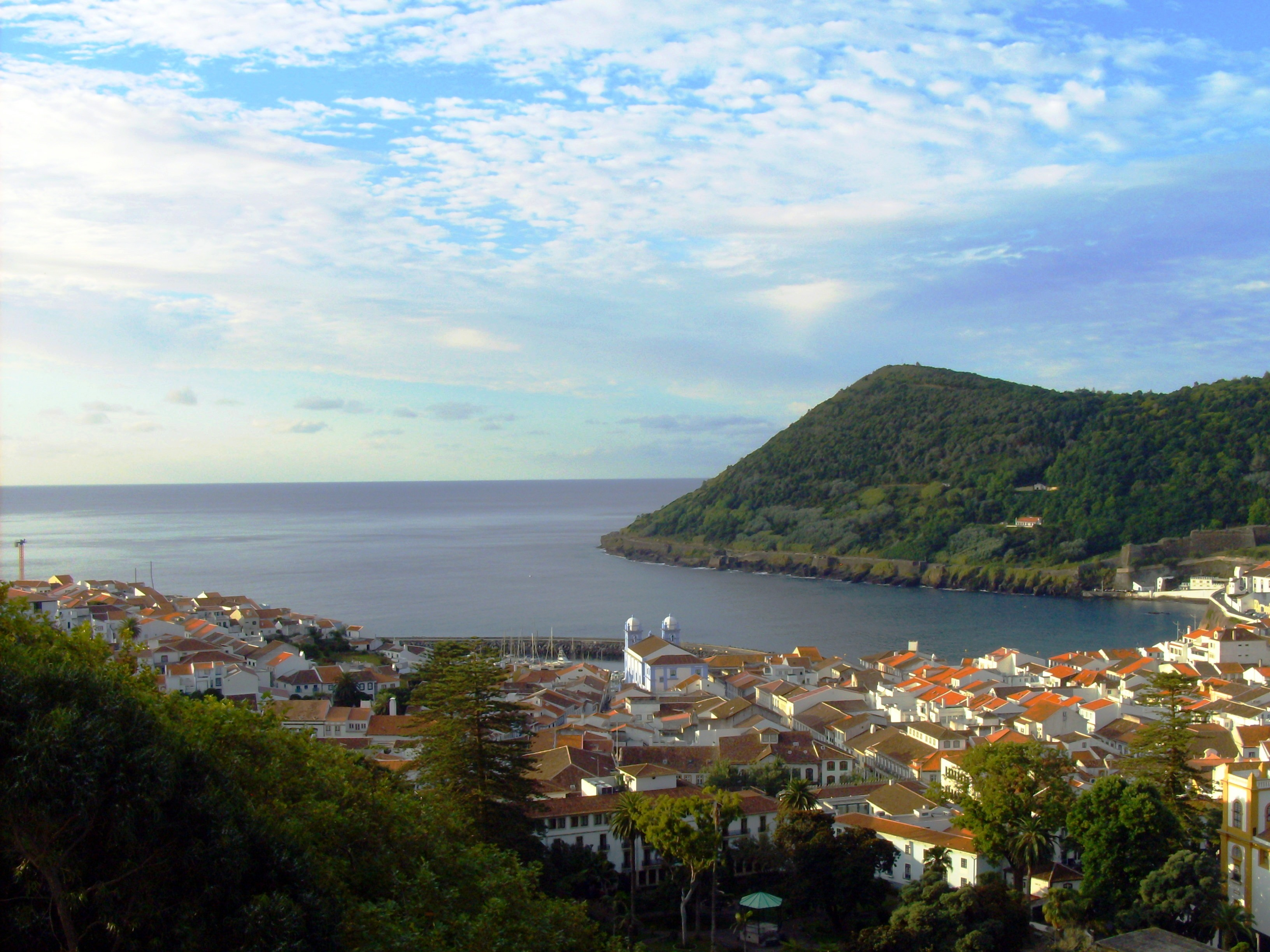
Baía de Angra do Heroísmo, Ilha Terceira, Açores: vista panorâmica a partir do Alto da Memória. Em primeiro plano, o centro histórico; ao fundo o Monte Brasil.

A Baía de Angra do Heroísmo localiza-se na cidade de Angra do Heroísmo, na costa Sul da ilha Terceira, nos Açores. As suas águas têm uma profundidade média de 40 metros.
Reveste-se de importância histórica uma vez que, a partir do século XV, foi o porto de abrigo das naus da Carreira da Índia - carregadas de ouro, prata, porcelanas, especiarias e outras mercadorias -, que aqui aguardavam a reunião das frotas para seguirem sob escolta da Armada das ilhas até ao Reino.
Aqui ficavam protegidas dos ventos dominantes de Norte e Nordeste, uma vez que os únicos ventos a que a baía é sensível são as tempestades de Sul e Sudoeste. Estas encontram-se na origem de numerosos naufrágios, atestados na documentação e na tradição oral e confirmadas em numerosas evidências arqueológicas que apenas recentemente começaram e ser identificadas mas onde desde já é possível identificar mais de 90 naufrágios históricos.

## História

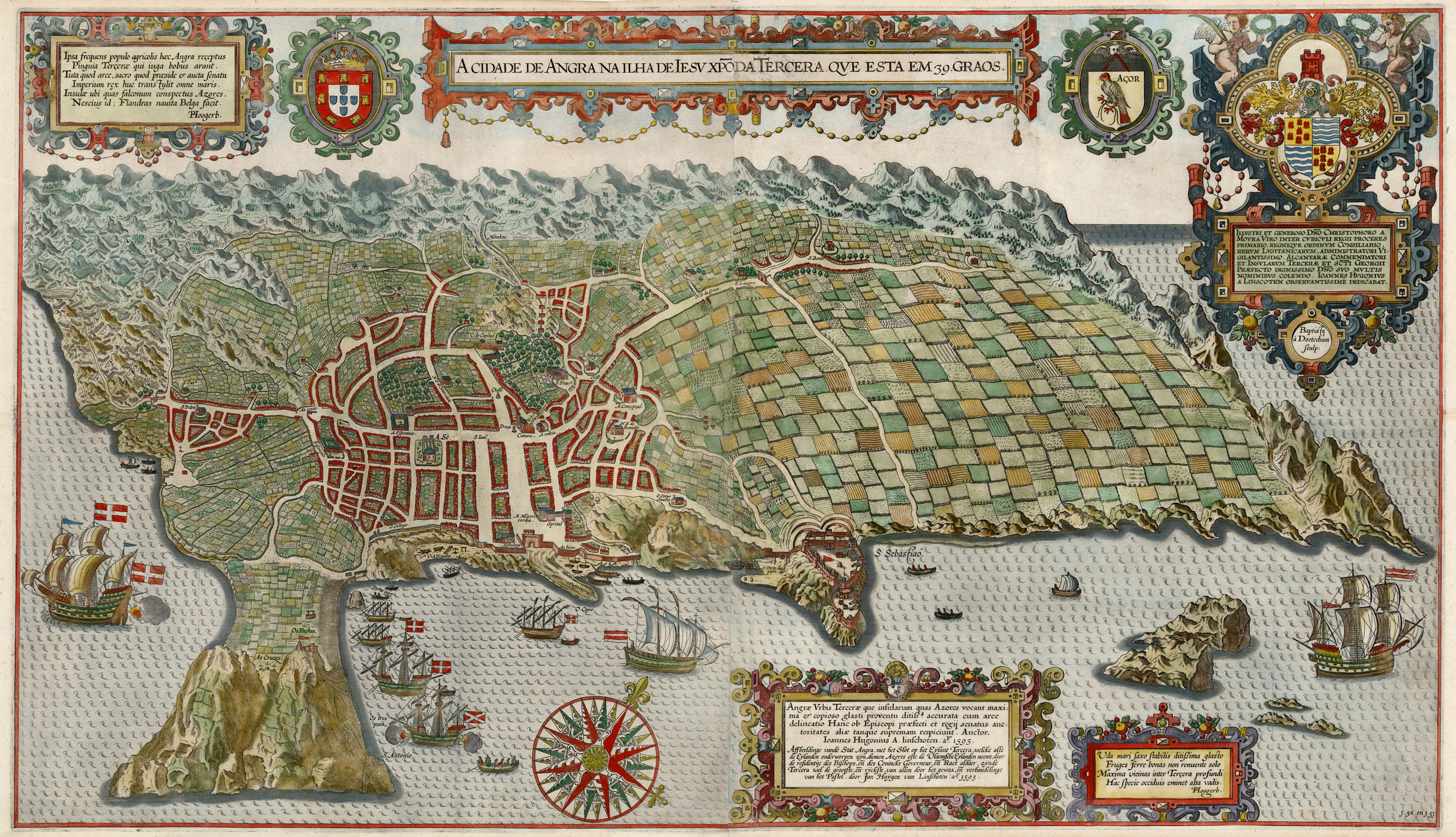
Representação da Ilha Terceira (Jan Huygen van Linschoten, século XVI): em primeiro plano o Monte Brasil e a baía de Angra com maior número de naus ancoradas.

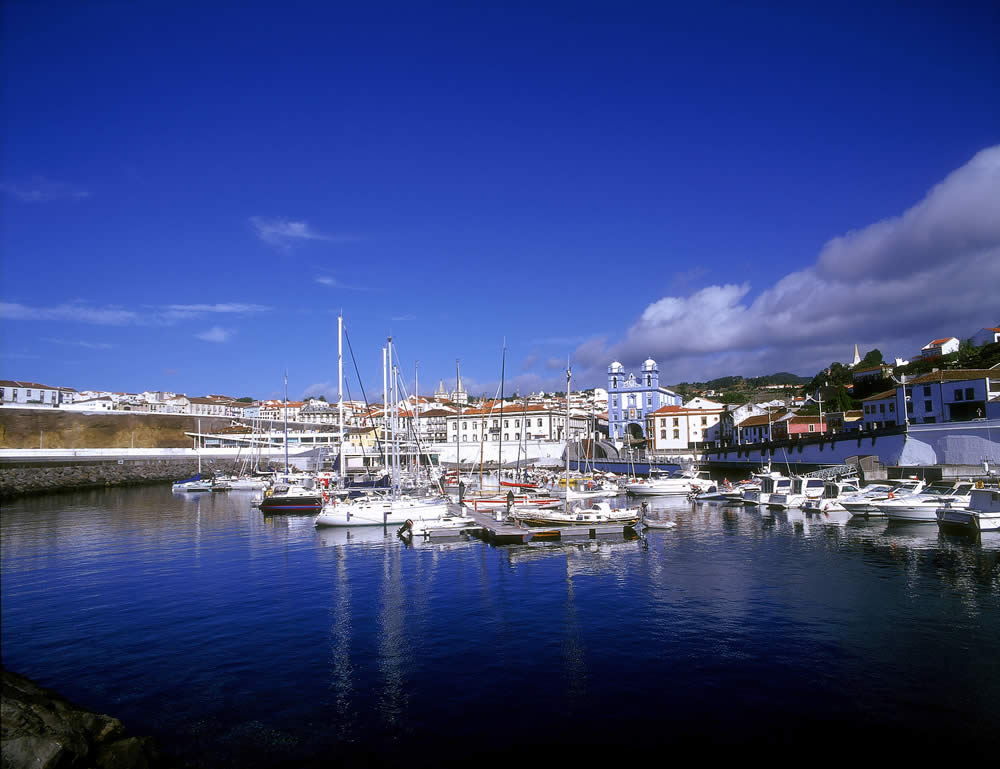
Marina de Angra do Heroísmo.

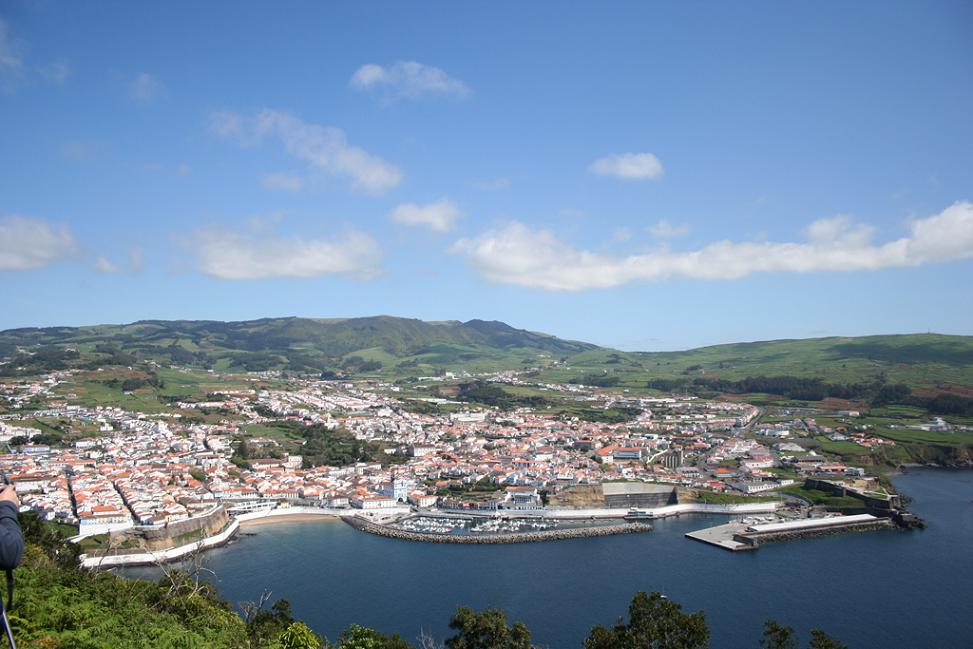
Angra do Heroismo e sua baía, Terceira.

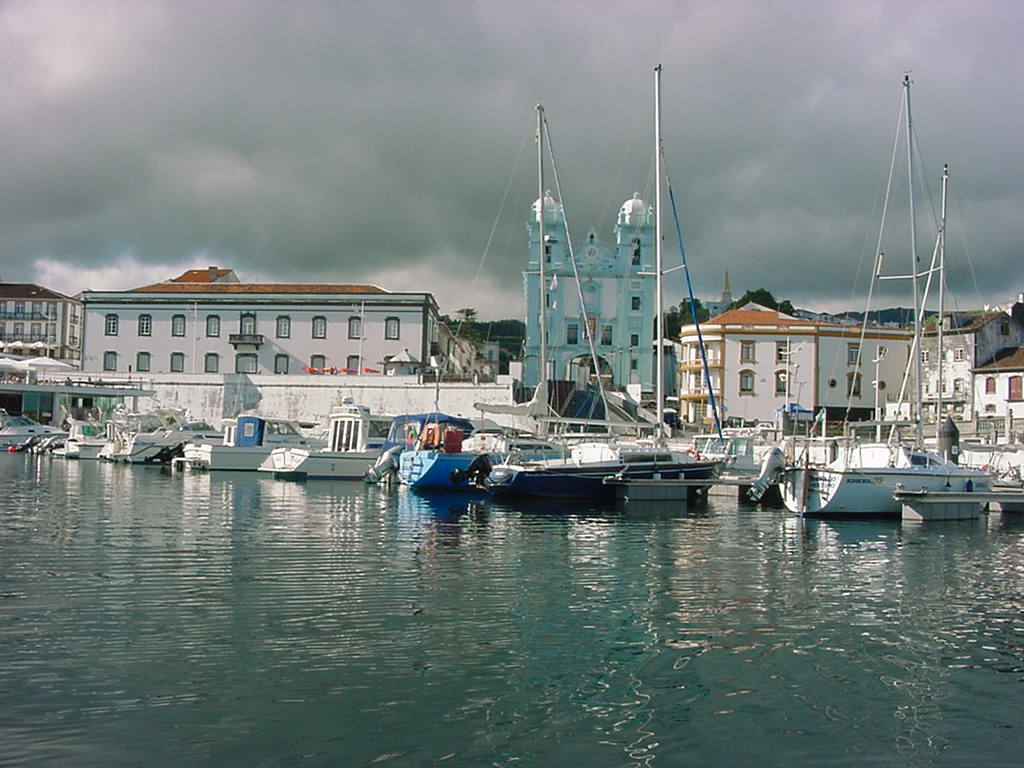
Baía de Angra do Heroísmo e Igreja da Misericórdia (Angra do Heroísmo), Terceira.

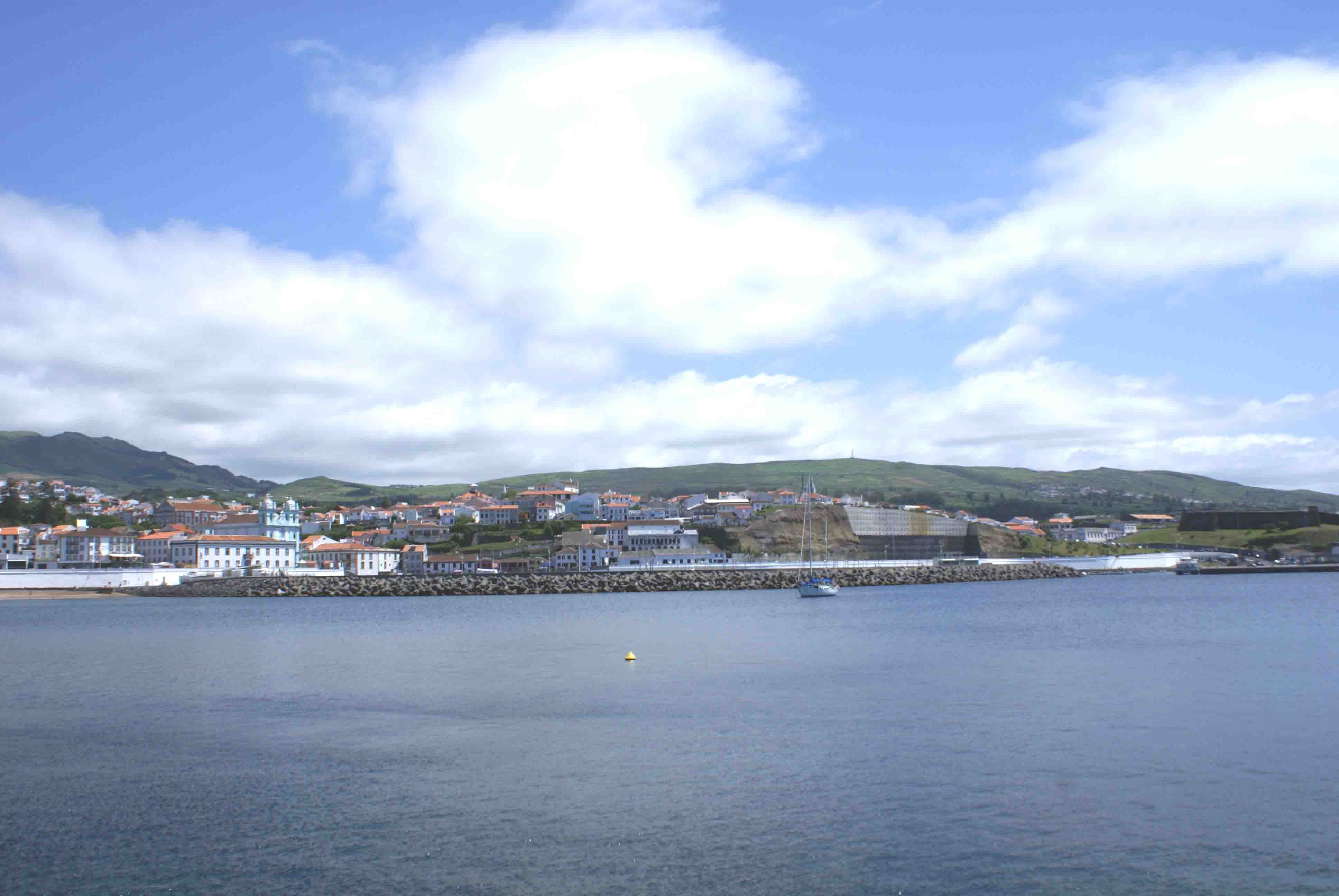
Baía de Angra do Heroísmo, Terceira.

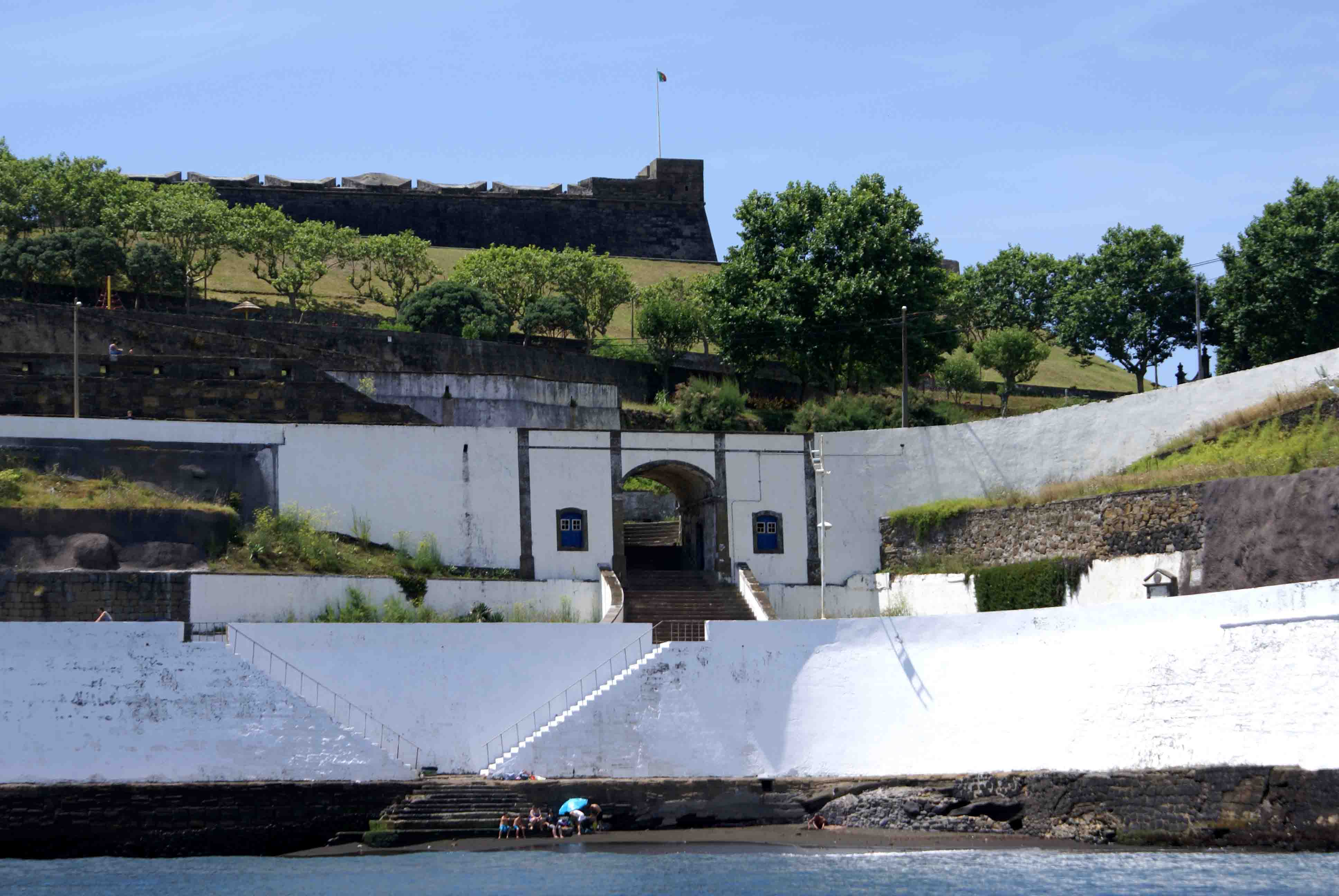
Portas da Prata, Baía de Angra do Heroísmo, Terceira.

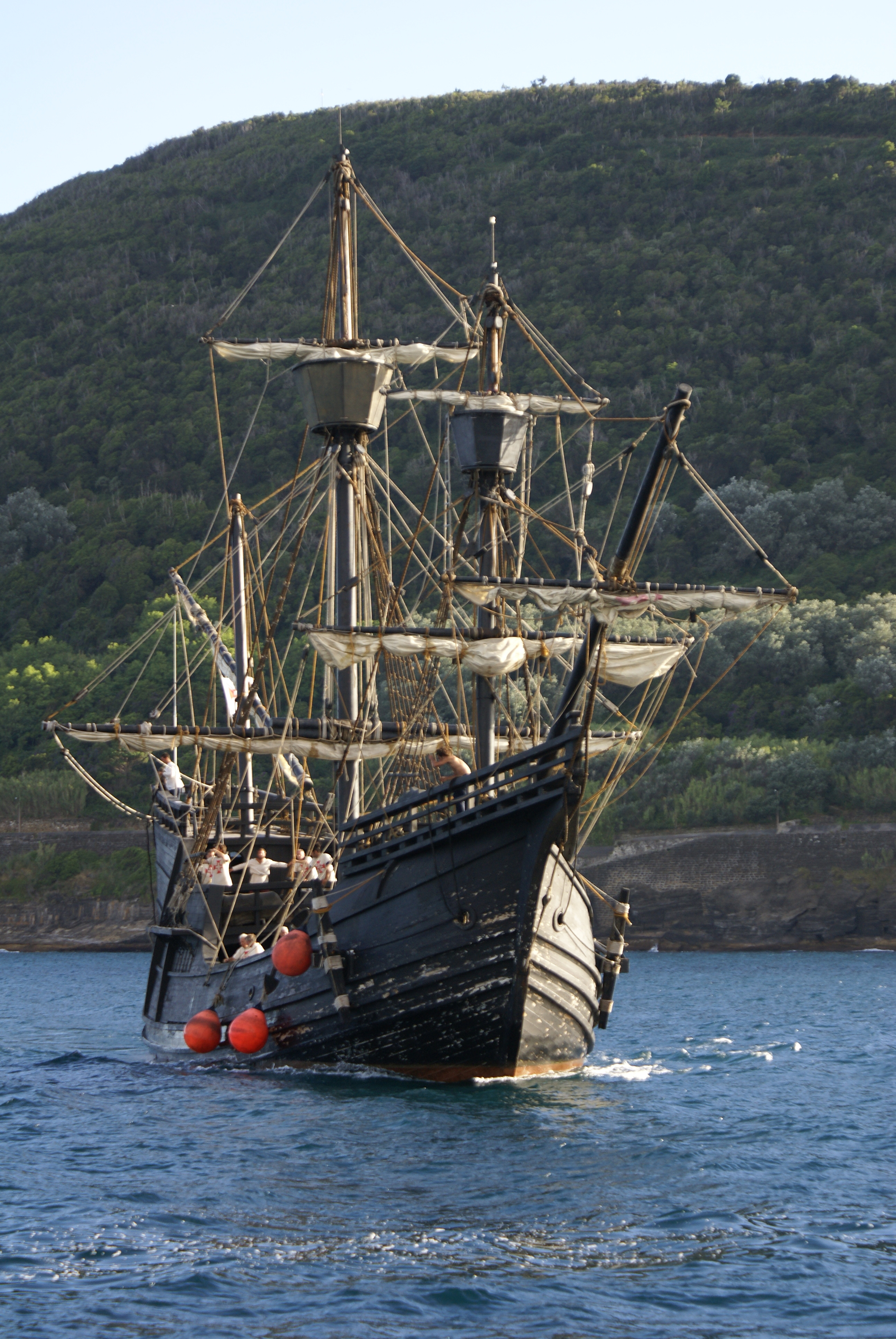
Galeão a entrar no Porto de Pipas, festas São Joaninas, 2008.

Dado o volume de riquezas que por aqui transitavam, desde cedo se sentiu a necessidade de defender a cidade de Angra e a sua baía, dos ataques de piratas e corsários, frequentes nesta altura do Oceano Atlântico. Desse modo, ao longo dos séculos, constitui-se um cordão defensivo ao redor da ilha, sendo a baía de Angra defendida pelo cruzamento de fogos entre a Fortaleza do Monte Brasil e o Castelo de São Sebastião.
Foram as viagens de Cristóvão Colombo, posteriormente de Vasco da Gama (cujo irmão Paulo da Gama se encontra sepultado no Convento de São Francisco de Angra), que consagraram os Açores como escala fundamental das rotas atlânticas. Na primeira viagem do Gama encontra-se definida a importância da ilha Terceira e, em especial, da baía de Angra enquanto escala vital no retorno das rotas do Oriente.
Essa importância é atestada pela criação, por Manuel I de Portugal, da Armada das ilhas, fixada no "Regimento para as naus da Índia nos Açores" e na instituição dos Juízes das Alfândegas (ou "Juízes do Mar"), ambos em 1520.
No reinado de João III de Portugal, cerca de 1527, foi criado o cargo de Provedor das Armadas, com sede em Angra, e que permaneceu nas mãos da família Canto até à extinção do mesmo no início do século XIX. Este provedor, cuja habitação se encontrava estrategicamente próxima à baía de Angra e do Cais da Alfândega, tinha a função de articular um sistema de vigilânca que permitisse detectar a aproximação das naus vindas de Ocidente, de forma a protegê-las da eventual presença de piratas, tomando todas as medidas que fosse necessárias à aguada e ao abastecimento das mesmas.
A montagem de todo este sistema obrigava a uma articulação de esforços entre o provedor e outras autoridades com sede na Terceira e também com as autoridades das ilhas dos grupos central e ocidental.
Especial atenção era sempre tida em relação à comunicação com as "justiças" (autoridades) da ilha do Corvo, que tinham a seu cargo a missão de vigiar as naus e logo que estas fossem avistadas, lhes mandarem aviso para singrarem sem demora para Angra do Heroísmo.
A defesa das naus, era feita então pela presença, nas águas dos Açores, da já mencionada Armada das Ilhas, armada esta, composta por um número variável de navios que saíam todos os anos de Lisboa e rumavam primeiramente às ilhas Berlengas e daí para a ilha Terceira.
Na Terceira, o capitão-mor da Armada tomava conhecimento das notícias referentes a piratas e, em seguida, a Armada dirigia-se para a ilha do Corvo, na proximidade da qual ficava durante cerca de quatro meses. O seu regresso a Lisboa só teria lugar quando chegasse a última nau da carreira da Índia desse ano.
Tudo isto permitiu que a baía de Angra se tornasse uma autêntica base marítima.

## Geologia
Geológicamente a baía apresenta fundos formados por escoadas lávicas de natureza basáltica em grande parte recobertos por escoadas piroclásticas do tipo surtseiano (tufos palagoniticos) com origem no vulcão que ajudou a definir a própria baía, o Monte Brasil. Estas últimas escoadas piroclásticas tiveram origem em erupções submarinas e apresentam-se muito solidificadas e compactas.
Sobre estas camadas encontram-se materiais sedimentares por vezes de grande espessura formados essencialmente por areias, calhaus rolados e ainda grandes blocos palagoniticos com abundantes cavidades erosivas. Existem nas imediações desta zona algumas nascentes submarinas de água salobra.
Esta baía, dada a sua origem, tem uma morfologia bastante variada apresentando assim clareiras de areia, paredes verticais (algumas com mais de 40 metros), grandes blocos, calhaus rolados pequenos e médios, grutas, calhaus dispersos em fundo de areia e fundo em areia.

## Segurança
A baía de Angra do Heroísmo não se pode considerar perigosa, mas deve ter-se em atenção que se trata de uma zona portuária, com embarcações em manobra.

## Fauna
A baía apresenta uma fauna relativamente variadas em que se destacam as seguintes espécies:
- Solha (Bothus podas maderensis),
- Salmonete (Mullus surmuletus),
- Peixe-balão (Sphoeroides marmoratus),
- Garoupa (serranídeos),
- Bodião (labrídeos),
- Sargo (Dictyota dichotoma),
- Ouriço-do-mar-negro (Arbacia lixula),
- Peixe-porco (Balistes carolinensis),
- Carangeuijo-eremita (Calcinus tubularis),
- Peixei-rei (Coris julis),
- Polvo (Octopus vulgaris),
- Estrela-do-mar (Ophidiaster ophidianus),
- Água-viva (Pelagia noctiluca),
- Caravela-portuguesa (Physalia physalis),
- Ratão (Taeniura grabata),
- Chicharro (Trachurus picturatus).

## Flora
No total de espécies é possível observar-se mais de 128 difeentes espécies nesta baía, entre as quais:
- Anêmona-do-mar (Alicia mirabilis),
- Alga vermelha (Asparagopsis armata),
- Alga castanha (Dictyota dichotoma),
- Ascídia-flor (Distaplia corolla),
- Musgo (Pterocladiella capillacea),
- Erva-patinha-verde (Ulva intestinalis),
- Alface do mar (Ulva rígida)

## Locais de interesse arqueológico
Apresentam interesse arqueológico os seguintes locais:
- Parque Arqueológico Subaquático da Baía de Angra do Heroísmo
- Cemitério das Âncoras
- Naufrágio do Lidador
- Naufrágio do Run'her
- Angra A
- Angra B
- Angra C
- Angra D
- Angra E
- Angra F
- Angra G

### século XVI
1. 1542 – Naufrágio da nau cognominada Grifo, capitaneada por Baltazar Jorge.[2]
2. 1555 - Naufrágio da nau Assumpção, comandada por Jácome de Melo.[3]
3. 1555 - Naufrágio da nau alcunhada de Algarvia Velha, acabada de chegar das Índias.[4]
4. 1556 -  (6 de Agosto) -  Naufrágio da nau Nossa Senhora da Vitória, da Carreira das Índias.[5]
5. 1556 - (6 de Agosto) - Naufrágio da nau Nossa Senhora da Assunção, Carreira das Índias.[5]
6. 1560 – Naufrágio de uma nau espanhola, da qual não se sabe o nome.[6]
7. 1583 - (21 de Outubro) – Naufrágio de 1.º patacho de um total de três embarcações naufragadas no mesmo dia. Embarcação confiscada pelos Espanhóis à Armada do Prior do Crato.
8. 1583 – 21 de Outubro – Naufrágio  de 2.º patacho. Embarcação também da Armada do Prior do Crato e confiscada pelos espanhóis.
9. 1583 – 21 de Outubro – Naufrágio de 3º patacho. Embarcação igualmente da Armada do Prior do Crato e confiscada pelos espanhóis. Estes três barcos foram atiradas para a costa pelo famoso vento Carpinteiro.
10. 1586 - (17 de Setembro) –  Naufrágio da nau Santa Maria, de nacionalidade espanhola e  provinda de São Domingo. Devido ao nau tempo.
11. 1586 - (18 de Setembro) – Naufrágio de 1.ª nau de um total de três naufragadas no mesmo dia, era de nacionalidade espanhola (capitania) de 30 canhões de bronze. Devido ao mau tempo.
12. 1586 – 18 de Setembro – Naufrágio  de 2.ª nau de nacionalidade espanhola (Nuestra Señora de la Concepción), de que se recuperou parte da carga.
13. 1586 – 18 de Setembro – Naufrágio de 3.ª nau de nacionalidade espanhola.[7]
14. 1587 - Naufrágio de um galeão português (Santiago) capitaneado por Francisco Lobato Faria e provindo de Malaca. Perdeu a amarra, salvando-se a gente e a fazenda.[8]
15. 1587 - Naufrágio de ma nau espanhola que provinha do Novo Mundo. Foi salva a carga de ouro e prata num valor que na altura somou um total de 56 000 escudos.
16. 1588 - (Agosto) – Naufrágio da nau portuguesa São Tiago Maior, da Armada de 1586.
17. 1589 - (4 de Agosto) – Naufrágio, dentro de fortalezas, o galeão São Giraldo de nacionalidade portuguesa e  provindo de Malaca. Com este acontecimento, inicia-se o período Linschoten.[9]
18. 1589 - (20 de Outubro(. Afundamento da nau espanhola Nuestra Señora de Guia, posta a pique por corsários, com 200 000 ducados em ouro, prata e pérolas a bordo.[10]
19. 1589 – Naufrágio à entrada de Angra da nau espanhola Trinidad, vinda do México, o acontecimento descrito por [10][11]
20. 1590 – (Janeiro) - Naufrágio de uma nau espanhola.
21. 1590 – Janeiro –  Naufrágio de uma nau espanhola da Armada da Biscaia.
22. 1590 – Janeiro – Naufrágio de uma nau espanhola nos rochedos à entrada da Baía de Angra.

### século XVII
1. 1605 –  Naufrágio  da nau portuguesa sob o comando do Capitão Manuel Barreto Rolim.
2. 1606 – Naufrágio da nau São Jacinto, embarcação da Carreira da Índia e provinda de Goa.
3. 1642 – Afundamento da embarcação comercial carregada de mantimentos que foi "apanhada" pelos espanhóis sitiados na Fortaleza de São Filipe durante a Guerra da Restauração. Foi afundada pela acção conjunto do mau tempo e pelo bombardeamento da artilharia portuguesa para evitar que os espanhóis adquirissem os mantimentos.
4. 1649 - 12 de Fevereiro – Naufrágio de 1.º navio (de um total de 4) proveniente do Brasil.
5. 1649 - 12 de Fevereiro – Naufrágio de 2.º navio proveniente do Brasil.
6. 1649 - 12 de Fevereiro – Naufrágio 3.º navio proveniente do Brasil.
7. 1649 - 12 de Fevereiro – Naufrágio 4.º navio proveniente do Brasil. Tendo em atenção a data. Foi certamente pela acção do mau tempo. São os 4 referidos por [12]
8. 1650 – Naufrágio da nau Santo António, vinda de São Cristóvão, salvando-se a mercadoria.
9. 1663 – 1.º Naufrágio de 1 navio de uma frota de 11 que provinha do Brasil, foi o maior desastre de que há registo ocorrido na Baía de Angra, por acção duma tempestade. Fora o que deu à costa, a carga perdeu-se.
10. 1663 – 2.º Naufrágio de 1 navio de uma frota de 11 que provinha do Brasil.
11. 1663 – 3.º Naufrágio de 1 navio de uma frota de 11 que provinha do Brasil.
12. 1663 – 4.º Naufrágio de 1 navio de uma frota de 11 que provinha do Brasil.
13. 1663 – 5.º Naufrágio de 1 navio de uma frota de 11 que provinha do Brasil.
14. 1663 – 6.º Naufrágio de 1 navio de uma frota de 11 que provinha do Brasil.
15. 1663 – 7.º Naufrágio de 1 navio de uma frota de 11 que provinha do Brasil.
16. 1663 – 8.º Naufrágio de 1 navio de uma frota de 11 que provinha do Brasil.
17. 1663 – 9.º Naufrágio de 1 navio de uma frota de 11 que provinha do Brasil
18. 1663 – 10.º Naufrágio de 1 navio de uma frota de 11 que provinha do Brasil.
19. 1663 – 11.º Naufrágio de 1 navio de uma frota de 11 que provinha do Brasil. Este acontecimento provoca a interdição real da arribada em Angra.
20. 1674 – Naufrágio de uma embarcação de origem holandesa, de 50 canhões.[13]
21. 1690 - (26 de Março), Naufrágio sobre a amarra de uma nau destinada a Cabo Verde, carregada com sinos e cal destinados à construção de uma igreja.
22. 1697 – 1.º naufrágio de uma frota de 4 navios carregados de trigo.
23. 1697 – 2.º naufrágio de uma frota de 4 navios carregados de trigo.
24. 1697 – 3.º naufrágio de uma frota de 4 navios carregados de trigo.
25. 1697 – 4.º naufrágio de uma frota de 4 navios carregados de trigo.
26. 1698 – Junho, último naufrágio documentado no século XVII, o do navio francês St. François, este acontecimento deu origem ao início do "século dos naufrágios franceses".

### século XVIII
1. 1702 - (10 de Dezembro), naufrágio da fragata francesa "Fla Orbanne", naufraga nos baixios de Angra. Este acidente deixou informações nos livros de óbitos da freguesia da Sé, aquando da inumação dos náufragos dados à costa da cidade.[14]
2. 1721 – Dezembro, um navio francês, o "Le Elisabeth", naufraga na Baía de Angra. houve náufragos que foram sepultados nos cemitérios da cidade.
3. 1750 – Naufrágio da fragata francesa "Andromade", provinda de São Domingo.

### século XIX
1. 1811 – 10 de Março, naufrágio por força de uma tempestade de uma escuna inglesa, a "Mirthe" que encalha  no areal do Porto Novo.
2. 1811 - 10 de Março, naufrágio por força de uma tempestade de uma escuna inglesa, a "Louise" na Prainha.
3. 1811 – (4 de Dezembro) - 1.º naufrágio de uma frota de 7 navios, açoitados pelo temporal.
4. 1811 – 4 de Dezembro - 2.º naufrágio de uma frota de 7 navios, açoitados pelo temporal.
5. 1811 – 4 de Dezembro - 3.º naufrágio de uma frota de 7 navios, açoitados pelo temporal.
6. 1811 – 4 de Dezembro - 4.º naufrágio de uma frota de 7 navios, açoitados pelo temporal.
7. 1811 – 4 de Dezembro - 5.º naufrágio de uma frota de 7 navios, açoitados pelo temporal.
8. 1811 – 4 de Dezembro - 6.º naufrágio de uma frota de 7 navios, açoitados pelo temporal.
9. 1811 – 4 de Dezembro - 7.º naufrágio de uma frota de 7 navios, açoitados pelo temporal.[15]
10. 1815 – (10 de Março), por força de uma tempestade encalha uma escuna inglesa, a "Belle of Plymouth", no areal do Porto Novo.
11. 1856 - (1 de Março), naufrágio de uma galé inglesa "Europe", que encalha na Prainha.
12. 1858 – (19 de Janeiro), por acção de uma tempestade naufraga a escuna portuguesa denominada "Palmira".
13. 1858 – 19 de Janeiro, por acção de uma tempestade naufraga o patacho português "Desengano".
14. 1858 – (23 de Janeiro), por acção de uma tempestade naufraga a escuna inglesa "Daring".
15. 1861 – Entre 25 e 26 de Janeiro, por acção de uma tempestade naufraga a escuna Gipsy, destinada à carga da laranja que encalhada na Prainha.
16. 1861 - Entre 25 e 26 de Janeiro, por acção de uma tempestade naufraga o patacho Micaelense, destinado à carga da laranja, barco com de 111 toneladas.
17. 1861 - Entre 25 e 26 de Janeiro, por acção de uma tempestade naufraga o patacho "Adolin Sprague", destinado à carga da laranja, com 211 toneladas.
18. 1861 - Entre 25 e 26 de Janeiro, por acção de uma tempestade naufraga, a escuna inglesa "Wave Queene", destinado à carga da laranja, com 75 toneladas.
19. 1861 - Entre 25 e 26 de Janeiro, por acção de uma tempestade naufraga o lugre "Destro Açoriano", destinado à carga da laranja, com 224 toneladas.
20. 1863 - (18 de Fevereiro), naufrágio da escuna "Breeze".
21. 1864 – Naufrágio da escuna inglesa "Gurden Rebow".
22. 1864 – (12 de Outubro), naufrágio do brigue "Washington".
23. 1865 -  Naufrágio do primeiro navio a vapor nesta baía, o inglês Runher.
24. 1867 - (11 de Fevereiro), naufrágio da galé inglesa "Ferozepore".
25. 1872 - (4 de Agosto), naufraga na Baía de angra o primeiro navio de origem alemã, o patacho "Telegraph".
26. 1878 - (16 de Fevereiro), o vapor "Lidador" de nacionalidade brasileira, encalha no cais da Figueirinha.
27. 1893 - Devido a um ciclone, naufraga a embarcação "Segredo dos Açores".
28. 1896 – (13 de Outubro), sob a força do "vento Carpinteiro", naufraga o patacho "Fernão de Magalhães", de 180 toneladas,
29. 1896 – 13 de Outubro, sob a força do "vento Carpinteiro", naufraga o lugre "Príncipe da Beira", de 275 toneladas
30. 1896 – 13 de Outubro, sob a força do "vento Carpinteiro", naufraga o lugre "Costa Pereira", de 196 toneladas.

### século XX
1. 1906 – (30 de Setembro), naufraga o iate "Rio Lima", que dá à costa no baixinho do Portinho Novo.
2. 1921 – (28 de Abril), naufraga o lugre "Maria Manuela", na ponta do Castelinho.
3. 1996 (na noite de 25 para 26 de Dezembro) - Encalhe da embarcação "Fernão de Magalhães", destinada a cabotagem inter-ilhas e destas com o continente português pela acção do temporal.[16]